# Centrolene acanthidiocephalum
A Centrolene acanthidiocephalum  a kétéltűek (Amphibia) osztályába, a békák (Anura) rendjébe, ezen belül az üvegbékafélék (Centrolenidae) családjának Centrolene nemébe tartozó faj.

## Előfordulása
Kolumbiában él, endemikus faj.  Természetes élőhelye a szubtrópusi és trópusi nedves hegyi erdők és folyóvizek.

## Fordítás
- Ez a szócikk részben vagy egészben  a   Centrolene acanthidiocephalum című angol Wikipédia-szócikk fordításán alapul.  Az eredeti cikk szerkesztőit annak laptörténete sorolja fel. Ez a jelzés csupán a megfogalmazás eredetét és a szerzői jogokat jelzi, nem szolgál a cikkben szereplő információk forrásmegjelöléseként.